# Douzy

Douzy este o comună în departamentul Ardennes din nordul Franței. În 1 ianuarie 2022 avea o populație de 2.149 de locuitori.